# Zeekleilandschap
Een zeekleilandschap, soms ook polderlandschap genoemd, is een landschapstype. In Nederland komt het voor in Zeeland, op de Zuid-Hollandse eilanden, in Noordwest-Brabant en het noorden van Noord-Holland, Groningen, Friesland en Flevoland. De bodem bestaat daar uit vruchtbare zeeklei, die onder invloed van eb en vloed is afgezet. Het landschapstype wordt in Nederland en Vlaanderen ook wel als polderland aangeduid.
Zeekleilandschappen worden in Duitsland Marschen, in Denemarken als marsk, in Engeland als tidal marsh, in Frankrijk als marais maritime, in Spanje als marisma en in Portugal als pântano salgado genoemd. De laatste drie termen (marsch, marais, marisma, pântano) worden tevens gebruikt voor moerasgebieden. Het woord is verwant aan het toponiem meers, waarmee echter moerassige rivierdalen worden aangeduid.
In de Nederlandse landbouwstatistiek worden zeekleigebieden sinds de 19e eeuw als afzonderlijk gebieden onderscheiden. De gebiedsindeling van 1912 noemt onder andere de Noordelijke bouwstreek in Groningen, de Friese kleibouwstreek, de Friese kleiweidestreek, de Hollandse meerlanden en droogmakerijen, en de zeekleigebieden van Zuidwest-Nederland. Daarbij kwamen later nog de IJsselmeerpolders (Wieringermeer, Noordoostpolder, Oostelijk en Zuidelijk Flevoland). Deze gebieden werden vervolgens samengevat met de termen Noordelijke en Zuidwestelijke Zeekleigebieden, alsmede de Hollandse  en IJsselmeerpolders. In de nieuwe gebiedsindeling die in 1991 werd ingevoerd, komt de term zeekleigebied niet meer voor.

## Ontstaan
De oudste zeeklei is afgezet vanaf het Vroeg-Holoceen, toen de zeespiegel sterk steeg door het smelten van het ijs. Langs de kust in west en noord Nederland lagen niet gesloten strandwallen, met daar achter een ondiepe lagune, vergelijkbaar met de huidige Waddenzee. Doordat de zee sediment bleef aanvoeren, kon gedurende een periode van een sterk stijgende zeespiegel het waddenmilieu in stand blijven.
Toen de strandwallen grotendeels gesloten werden kon er in het achterland veen groeien. Vanaf de vroege Middeleeuwen werd het veen ontgonnen en afgegraven, zo werden de kustgebieden steeds gevoeliger voor inbraken vanaf zee. Hierbij werden kreken gevormd en werd klei afgezet op het veen (jonge
zeeklei).
Vaak zijn delen van het door de zee overstroomde gebieden later weer ingepolderd. Zo kent men in Zeeland het oudland achter de oorspronkelijke strandwallen en het later ingepolderde nieuwland.

## Kwelders, dijken en polders
De hoger opgeslibde plekken werden niet altijd met vloed overstroomd, hier kon vegetatie groeien en ontstonden kwelders. Omdat het land relatief droger was, konden hier mensen wonen. Bewoning van de zeekleigebieden in Noord-Nederland vond al op kleine schaal plaats vanaf de twaalfde eeuw v.Chr. Vanaf de zevende eeuw voor Christus werd de bewoning van de zeekleigebieden intensiever. In de kwelders werden in eerste instantie terpen opgeworpen, vooral in Friesland, Groningen (wierden) en Noord-Duitsland (Warften); daarna, vanaf de tiende eeuw na Christus, werden de gebieden beschermd door zeedijken. Nog later begon men de meren in het binnenland, zoals Haarlemmermeer, en de voormalige Zuiderzee droog te maken. Dit worden droogmakerijen genoemd.